# Campionato Roraimense 2022
Il Campionato Roraimense 2022 è stata la 67ª edizione della massima serie del campionato roraimense. La stagione è iniziata il 5 marzo 2022 e si è conclusa il 3 giugno successivo.

## Stagione

### Novità
Sono state ammesse alla stagione 2022 il Baré e il Real-RR, assenti nella passata stagione. Non ha partecipato a questa edizione il GAS, presente nella passata edizione.

### Formato
Il torneo si svolge in due turni: il primo è composto da un girone unico. Le prime quattro classificate di tale girone, accedono alla fase finale che decreterà la vincitrice della prima parte del campionato. 
Nel secondo turno, invece, le squadre sono suddivise in due gironi da tre squadre. Le prime due classificate di tali gironi, accedono alla fase finale che decreterà la vincitrice della seconda parte di campionato.
Le squadre vincitrici dei due turni, si affronteranno in un match singolo per decretare la vincitrice del Campionato Roraimense. Nel caso una squadra abbia vinto ambedue i turni, sarà questa ad essere decretata vincitrice del campionato.
La formazione vincitrice, potrà partecipare alla Série D 2023, alla Coppa del Brasile 2023 e alla Copa Verde 2023. La seconda classificata solo alla Série D.

## Risultati

### Primo turno

#### Prima fase
|  | Pos. | Squadra          | Pt | G | V | N | P | GF | GS | DR  |
|  | ---- | ---------------- | -- | - | - | - | - | -- | -- | --- |
|  | 1.   | São Raimundo-RR  | 15 | 5 | 5 | 0 | 0 | 17 | 7  | +10 |
|  | 2.   | Baré             | 9  | 5 | 3 | 0 | 2 | 10 | 9  | +1  |
|  | 3.   | Náutico-RR       | 7  | 5 | 2 | 1 | 2 | 7  | 8  | -1  |
|  | 4    | Real-RR          | 5  | 5 | 1 | 2 | 2 | 9  | 10 | -1  |
|  | 5.   | Atlético Roraima | 4  | 5 | 1 | 1 | 3 | 9  | 15 | -6  |
|  | 6.   | Rio Negro-RR     | 3  | 5 | 1 | 0 | 4 | 7  | 10 | -3  |

Legenda:
      Ammessa alla fase finale.
Note:
Tre punti a vittoria, uno a pareggio, zero a sconfitta.

#### Fase finale
|  | Semifinali | Semifinali      | Semifinali |            |   | Finale          | Finale | Finale |  |
|  |            |                 |            |            |   |                 |        |        |  |
|  | 1          | São Raimundo-RR | 1          |            |   |                 |        |        |  |
|  | 1          | São Raimundo-RR | 1          |            |   |                 |        |        |  |
|  | 4          | Real-RR         | 0          |            |   |                 |        |        |  |
|  | 4          | Real-RR         | 0          |            | 1 | São Raimundo-RR | 4      |        |  |
|  |            |                 |            |            | 1 | São Raimundo-RR | 4      |        |  |
|  |            |                 | 3          | Náutico-RR | 1 |                 |        |        |  |
|  | 2          | Baré            | 3          | Náutico-RR | 1 | 0               |        |        |  |
|  | 2          | Baré            |            |            |   |                 |        |        |  |
|  | 3          | Náutico-RR      | 1          |            |   |                 |        |        |  |

### Secondo turno

#### Prima fase
Girone A
|  | Pos. | Squadra         | Pt | G | V | N | P | GF | GS | DR |
|  | ---- | --------------- | -- | - | - | - | - | -- | -- | -- |
|  | 1.   | São Raimundo-RR | 6  | 2 | 2 | 0 | 0 | 6  | 1  | +5 |
|  | 2.   | Náutico-RR      | 3  | 2 | 1 | 0 | 1 | 2  | 1  | +1 |
|  | 3.   | Baré            | 0  | 2 | 0 | 0 | 2 | 1  | 7  | -6 |

Legenda:
      Ammessa alla fase finale.
Note:
Tre punti a vittoria, uno a pareggio, zero a sconfitta.
Girone B
|  | Pos. | Squadra          | Pt | G | V | N | P | GF | GS | DR |
|  | ---- | ---------------- | -- | - | - | - | - | -- | -- | -- |
|  | 1.   | Real-RR          | 4  | 2 | 1 | 1 | 0 | 4  | 2  | +2 |
|  | 2.   | Atlético Roraima | 2  | 2 | 0 | 2 | 0 | 1  | 1  | 0  |
|  | 3.   | Rio Negro-RR     | 1  | 2 | 0 | 1 | 1 | 1  | 3  | -2 |

Legenda:
      Ammessa alla fase finale.
Note:
Tre punti a vittoria, uno a pareggio, zero a sconfitta.

#### Fase finale
|  | Semifinali | Semifinali       | Semifinali |         |    | Finale          | Finale | Finale |  |
|  |            |                  |            |         |    |                 |        |        |  |
|  | 1A         | São Raimundo-RR  | 1          |         |    |                 |        |        |  |
|  | 1A         | São Raimundo-RR  | 1          |         |    |                 |        |        |  |
|  | 2B         | Atlético Roraima | 0          |         |    |                 |        |        |  |
|  | 2B         | Atlético Roraima | 0          |         | 1A | São Raimundo-RR | 2      |        |  |
|  |            |                  |            |         | 1A | São Raimundo-RR | 2      |        |  |
|  |            |                  | 1B         | Real-RR | 1  |                 |        |        |  |
|  | 1B         | Real-RR          | 1B         | Real-RR | 1  | 1               |        |        |  |
|  | 1B         | Real-RR          |            |         |    |                 |        |        |  |
|  | 2A         | Náutico-RR       | 0          |         |    |                 |        |        |  |

## Classifica generale
|  | Pos. | Squadra          | Pt | G  | V  | N | P | GF | GS | DR  |
|  | ---- | ---------------- | -- | -- | -- | - | - | -- | -- | --- |
|  | 1.   | São Raimundo-RR  | 33 | 11 | 11 | 0 | 0 | 31 | 10 | +21 |
|  | 2.   | Náutico-RR       | 13 | 10 | 4  | 1 | 5 | 11 | 14 | -3  |
|  | 3.   | Real-RR          | 12 | 9  | 3  | 3 | 3 | 15 | 15 | 0   |
|  | 4.   | Baré             | 9  | 8  | 3  | 0 | 5 | 11 | 17 | -6  |
|  | 5.   | Atlético Roraima | 6  | 8  | 1  | 3 | 4 | 10 | 17 | -7  |
|  | 6.   | Rio Negro-RR     | 4  | 7  | 1  | 1 | 5 | 8  | 13 | -5  |

Legenda:

      Vincitore del Campionato Roraimense 2022 e qualificato per la Coppa del Brasile 2023, il Campeonato Brasileiro Série D 2023 e la Copa Verde 2023.
      Qualificato per il Campeonato Brasileiro Série D 2023.